# Sostratos fra Knidos
Sostratos fra Knidos (oldgræsk Σώστρατος ὁ Κνίδιος) var en græsk arkitekt og ingeniør, der levede i det 4. og 3. århundrede f.Kr.
Han kendes især for at være manden bag fyrtårnet ved Alexandria, der i dag betragtes som et af den antikke verdens syv underværker.